# Complesso Appio II
Le ex case popolari di via La Spezia, ufficialmente nate come complesso Appio II, sono dei fabbricati edificati dall'architetto Camillo Palmerini nel 1924, in stile barocchetto romano. Si trovano a cavallo tra il quartiere Appio-Latino ed il quartiere Tuscolano a Roma.

## Descrizione
Sviluppandosi a ridosso di un'area di Roma allora ritenuta abbastanza periferica, le ex case popolari di via La Spezia sono uno degli ultimi interventi a carattere intensivo della zona. Il complesso è composto da 3 stabili (i 2 laterali sono costruiti su di uno schema a C, mentre quello centrale su di uno schema a doppia T, arretrato rispetto al filo stradale). Gli edifici ospitano 176 alloggi (sprovvisti di bagni, che erano stati sostituiti con delle piccole latrine poste all'interno di angusti spazi visibili dalla facciata) di modeste dimensioni. Gli stabili ospitano un piccolo cortile, cui si accede per mezzo di un grande portone. Il primo lotto (affacciante anche su un tratto di via Monza) presenta un corpo centrale leggermente arretrato, provvisto di un balcone in muratura con mensole decorate sopra il portone d'ingresso, una bugnatura e un rivestimento in intonaco a pelle di pecora. Al penultimo piano sono presenti quattro mensole sorreggenti il piano superiore, fornito di un piccolo balcone; inoltre, le mensole in questione, hanno il compito di unire i due corpi sporgenti.

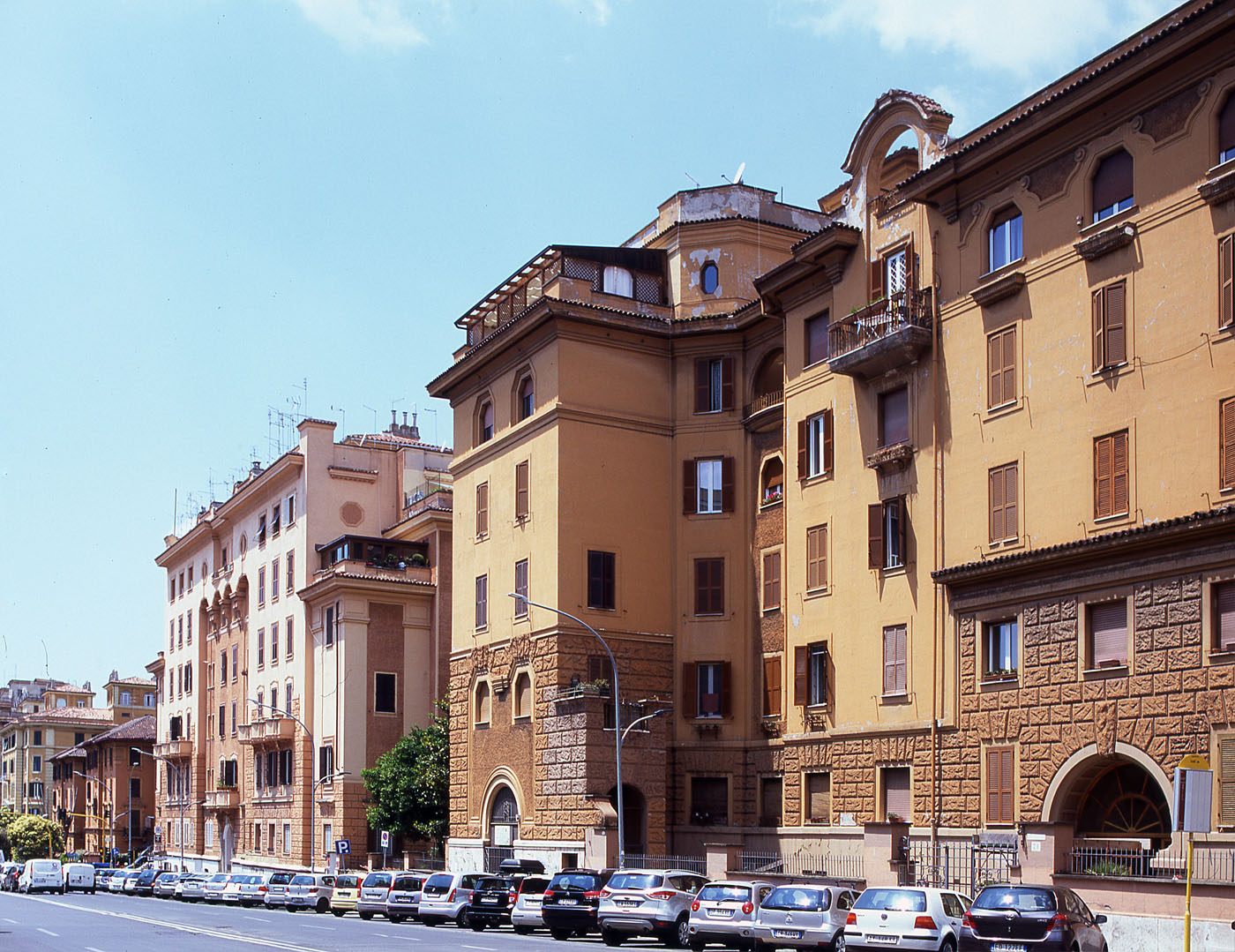
Edifici di Palmerini a via La Spezia

Lo spazio adibito alle latrine possiede una coppia di strette finestre poste ai lati del corpo centrale.
Il secondo lotto, decisamente arretrato rispetto alla strada, è anch'esso diviso in tre corpi (due dei quali posti alle estremità dello stabile e parecchio sporgenti da esso). Quello centrale è caratterizzato dalla presenza di una bugnatura che giunge fino al secondo piano, sovrastata da un pergolato. Nell'area centrale dell'ultimo piano, sono presenti tre finestre affiancate da un piccolo balcone sormontato da un arco (decorazione presente anche nei fabbricati di piazza Tuscolo). Una piccola sagoma somigliante ad un vano scala separa i due corpi laterali, provvisti di bugnatura alternata ad intonaco a pelle di pecora.
Il terzo ed ultimo lotto è uguale al primo.